# 한국지텔프위원회
한국지텔프위원회(다른 명칭: 한국지텔프, 지텔프코리아)는 대한민국 내 G-TELP의 시행 및 평가를 담당하는 시험 주관 기관이다. 과거 항공영어구술능력증명시험을 주관했다.

## 역사
1983년 미국 샌디에이고 주립 대학교 산하 연구기관 국제 테스트 연구원은 캘리포니아 대학교 로스앤젤레스, 조지타운 대학교, 라도 인터내셔널 칼리지 등의 교수진과 언어학자, 평가 전문가와 함께 영어 시험 개발을 위한 연구를 진행하였다. 개발 완료 이후 약 3년간 미국, 중국, 일본, 사우디아라비아 등 세계 각국에서의 표본 조사 및 시험 예비 시행을 통해 타당성 검증을 진행 및 완료하였고, 1985년 공식적으로 시험 시행을 시작했다. 현재는 미국, 중국, 일본, 타이완, 싱가포르, 인도, 인도네시아, 필리핀, 캄보디아, 아르헨티나, 사우디아라비아 등에서 시험이 진행되고 있다.
1986년 한국지텔프위원회가 설치되어 대한민국에서도 시험이 시행되었다. 1988년 하계 올림픽과 1993년 세계 박람회의 자원봉사자 선발시험, 1992년 SK그룹의 신입사원 영어시험으로 지정되어 인지도를 높였으며, 북경올림픽 공식 자원봉사요원 선발시험과 미국의 샌디에고주립대학교, 조지타운대학교, 라도칼리지 등에서 입학시험으로 활용되었다. 1994년 샌디에고 주립 대학교와 국제 테스트 연구원이 공동 주최한 학술 세미나, 제1회 공개 시험을 통해 본격적으로 대한민국 내 시험이 시행되었으며, 2025년 1월 현재 약 546회 이상의 정기 시험이 진행되었다.
2005년 5월 국제 테스트 연구원은 언어 능력 평가 관리의 용이성을 위해 인터넷 기반 시험(IBT, Internet Based Test)을 도입하였다. 미국 지역에서 인터넷 기반 시험이 최초로 시행된 이후, 전 세계 시험에서 기존 종이 기반 시험(PBT, Paper Based Test)과 인터넷 기반 시험이 병행으로 사용되고 있다. 2023년 9월 비대면 인공지능 기반 감독 솔루션이 채택되어 인터넷 기반 재택 시험(G-TELP IBT at Home) 형태로 말하기 및 쓰기 분야 시험이 시행되었다.

## 시행 시험
- G-TELP
- G-TELP Speaking
- G-TELP Writing
- G-TELP Business Speaking
- G-TELP Business Writing
- G-TELP Jr.

## 같이 보기
- 에듀케이셔널 테스팅 서비스
- 국제 테스트 연구원
- 한국토익위원회
- 텝스관리위원회